# Melanotis hypoleucus
El mulato pechiblanco (Melanotis hypoleucus) es una especie de ave paseriforme de la familia Mimidae originaria de las regiones de montaña del sur de México y América Central.
Es un ave canora de unos 25 cm de longitud. El plumaje de las partes dorsales es azul grisáceo opaco, mientras que las partes ventrales (garganta, pecho, vientre) son blancas. El ojo es rojo, rodeado por una máscara de plumas negras que se extiende desde la base del pico hasta la base del cuello. El pico es oscuro y ligeramente curvado hacia abajo.
Vive en zonas donde abundan los matorrales, desde los 600 a los 2500 m snm. En México se ha registrado en las zonas altas del estado de Chiapas. También habita zonas templadas y frías de montaña en el sur de Guatemala, en El Salvador y en Honduras.